# グランドハイアット台北
グランドハイアット台北（グランドハイアットたいぺい、英語: Grand Hyatt Taipei、中国語: 台北君悅酒店）は、台湾の台北市にある5つ星のラグジュアリーホテル。信義区にあるこの27階建てのホテルは、台北101や台北世界貿易中心などの複合施設、台北市議会、台北国際会議センター、その他のショッピング・モールなど数多くの商業施設や娯楽施設に隣接している。1990年に開業した、「首都に初めて登場した真に国際的なラグジュアリーホテル」である。このホテルを所有しているのはホンリョン・グループであり、運営にあたっているのはハイアットである。

## 住宿
グランドハイアット台北は、台湾で最も多い853室の客室、スイートルームを有し、それぞれ、台北 101、象山、台北市街地に面している。約10坪から67坪まで、様々な広さの部屋を用意している。
853室の客室とスイートルーム：
- スタンダードルーム：グランドルーム（キング、ツイン）
- クラブルーム：クラブデラックスルーム（キング、ツイン）、クラブプレミア（キング、ツイン）
- デラックスルーム：グランドデラックスルーム（キング、ツイン）、グランドプレミアルーム（キング、ツイン）
- スイートルーム: グランドスイート（キング、ツイン）、グランドエグゼクティブスイート、プレミアスイート、外交官スイート、プレジデンシャルスイート

2015年9月より、ペット同伴可能の客室をご用意しており、25kg以下の中型または小型犬の宿泊が可能です。客室内には水入れ、フードボウル、ベッドマット、シャンプー、携帯ゴミ袋、タオル、ドアカードなど、犬専用アイテムをご用意。こういったサービスを提供する五つ星クラスホテルは台湾初。

## レストラン
- ロビーラウンジ（Lobby Lounge）：ホテル1階のロビーにあり、ドリンク、スナック、シンプルなアフタヌーンティーを提供。
- カフェ（Cafe）：ホテル1階にあり、座席数282席のオープンタイプのキッチンのビュッフェレストランです。また、ビュッフェスタイルの朝食を提供。
- チアーズ（Cheers）：ホテル1階にあり、屋外のテラススペースを含む座席数146席で、バラエティに富んだ異国料理、台湾風のセット料理、サンドウィッチ等の軽食を提供しています。また、バーも併設されており、夜にはライブパフォーマンスも行われる。
- ベル エア（Bel Air）：ホテル2階にあり、2室の個室を含む82席で、ビーフステーキ、ロブスター等の料理を含むコンチネンタルスタイルの西洋料理を提供。また、当レストランの噴水そばにある、プロポーズの成功率が100％のプロポーズテーブルも有名。
- ユンジン（Yun Jin）：ホテル2階にあり、7室の個室を含む、四川料理、北京料理、江浙料理、台湾料理をメインとする中華レストラン。
- パール リャン（Pearl Liang）：ホテル2階にあり、5室の個室を含む176席で、台湾風の海鮮料理、広東料理、香港点心を提供しており、店内は世界的なインテリアデザイナーである巨匠季裕棠による設計。
- チャ ラウンジ（Cha Lounge）：ホテル2階にあり、座席数は79席で、軽食とスイーツをメインとしたアフタヌーンティーとディナーを提供しています。半ビュッフェスタイルで、ピアノの生演奏も楽しめる。
- ジガ ザガ（Ziga Zaga）：ホテル2階にあり、座席数は131席で、ピザ、ビーフステーキ、スパゲティ等のイタリア、メキシコ料理をメインに提供しています。夜にはバンドのライブパフォーマンスも楽しめる。バーも設けられており、深夜はナイトクラブのスタイルに変わる。
- 彩日本料理：ホテル3階にあり、寿司、刺身、焼き物、揚げ物等の日本料理をメインとしたビュッフェレストラン。
- バゲット（Baguette）：ホテル1階にあり、コーヒー、ケーキ、パン等の軽食や贈答品を販売している。

## 施設
- 9軒のレストランとバー
- フィットネスクラブ
- 屋外スイミングプール
- 24時間ルームサービス
- 24時間ジム
- グランド ボールルーム
- 13の宴会施設
- Wi-Fi（無料）

## アクセス
- 台北捷運：
  1. 淡水信義線：台北101／世貿駅5番出口より徒歩3分
  2. 板南線：市政府駅より徒歩10分

- バス：
  1. 捷運台北101/世貿駅(市府) - 28、281、647、915、棕18、棕21、棕6、綠1
  2. 市政府(松壽路) - 20、202、261、266、266區、270區、284、284直、611、612、612區、621、650、651、665、912
  3. 世貿中心(基隆路) - 1503、20、284、284直、292、37、611、650、南軟通勤專車雙和線
  4. 捷運台北101/世貿駅(信義) - 207、28、281、665、信義幹線、信義新幹線、藍5

- その他：
  1. 台湾桃園国際空港 から車で45分
  2. 台北松山空港 から車で15分
  3. 台北駅 - 台鉄、台湾高速鉄道，から車で20分
  4. 松山駅 - 台鉄，から車で15分
  5. 南港駅 - 台鉄、台湾高速鉄道，から車で20分

## 著名な宿泊客、居住者
- サーティー・セカンズ・トゥ・マーズ (Thirty Seconds to Mars) [2]
- B1A4[3] - 韓国の5人組男性アイドルグループ
- ブラッドリー・ビール (Bradley Beal)[4] - NBAのバスケットボール選手
- FTIsland[5] - 韓国の5人組バンド
- SS501 - 韓国の5人組男性アイドルグループ
- Wonder Girls[6] - 韓国出身の4人組女性歌手グループ
- 中田英寿[7] - サッカー選手
- ヒュー・ジャックマン (Hugh Jackman) [8]
- きゃりーぱみゅぱみゅ[9]
- スヌープ・ドッグ[10]
- スワジランド王国国王ムスワティ3世
- ボーイズIIメン  (Boyz II Men)[11]
- MR. BIG
- ヨーロッパ (バンド) (Europe) [12]
- アンドレア・ボチェッリ (Andrea Bocelli)[13] - はイタリアのテノール歌手
- ソン・ヘギョ  - 韓国の女優
- ニコラス・ケイジ (Nicolas Cage)
- バックストリート・ボーイズ (Backstreet Boys)
- イ・ミンホ[14] - 韓国の俳優
- イ・ドンウク - 韓国の俳優
- ガンズ・アンド・ローゼズ （Guns N' Roses）[15]
- ビル・クリントン[16] - 第42代アメリカ合衆国大統領
- ビヨンセ (Beyoncé)
- エア・サプライ（Air Supply)
- ロビンソン・カノ (Robinson Cano)[17] - MLBの内野手（二塁手）
- イーグルス (Eagles)[18]
- リンキン・パーク （Linkin Park）
- ケニー・G[19] - アメリカのサックスミュージシャン
- アヴリル・ラヴィーン (Avril Lavigne) カナダ・オンタリオ州ベルビルの出身のシンガーソングライター
- イマジン・ドラゴンズ (Imagine Dragons) [20]
- チョ・インソン[21] - 韓国出身の俳優
- 陳雲林[22] - 海峡両岸関係協会会長
- 安室奈美恵[23] - 日本の女性歌手
- デイミアン・リラード (Damian Lillard)  - NBAのバスケットボール選手
- ナイジェル・ケネディ (Nigel Kennedy)[24] - ヴィオラ奏者

## フォト

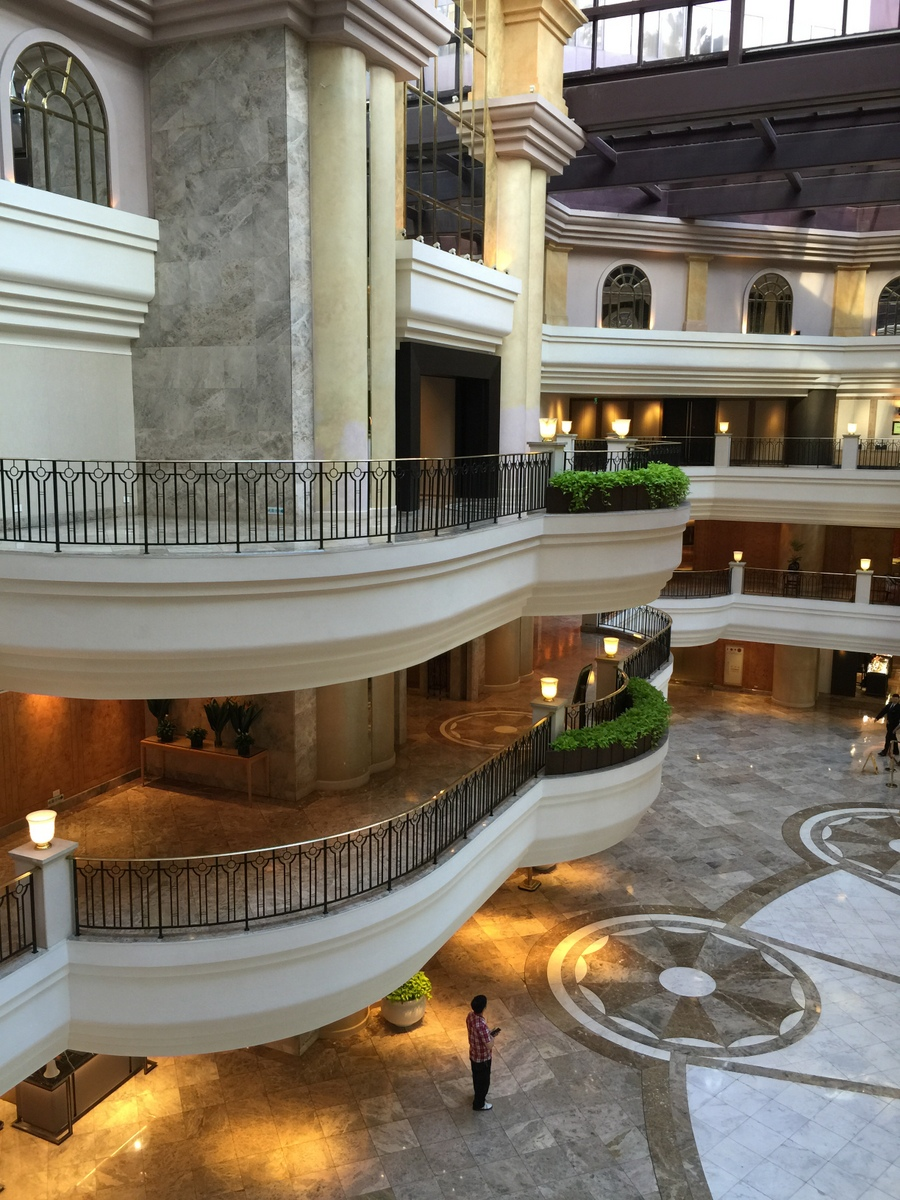
ロビー
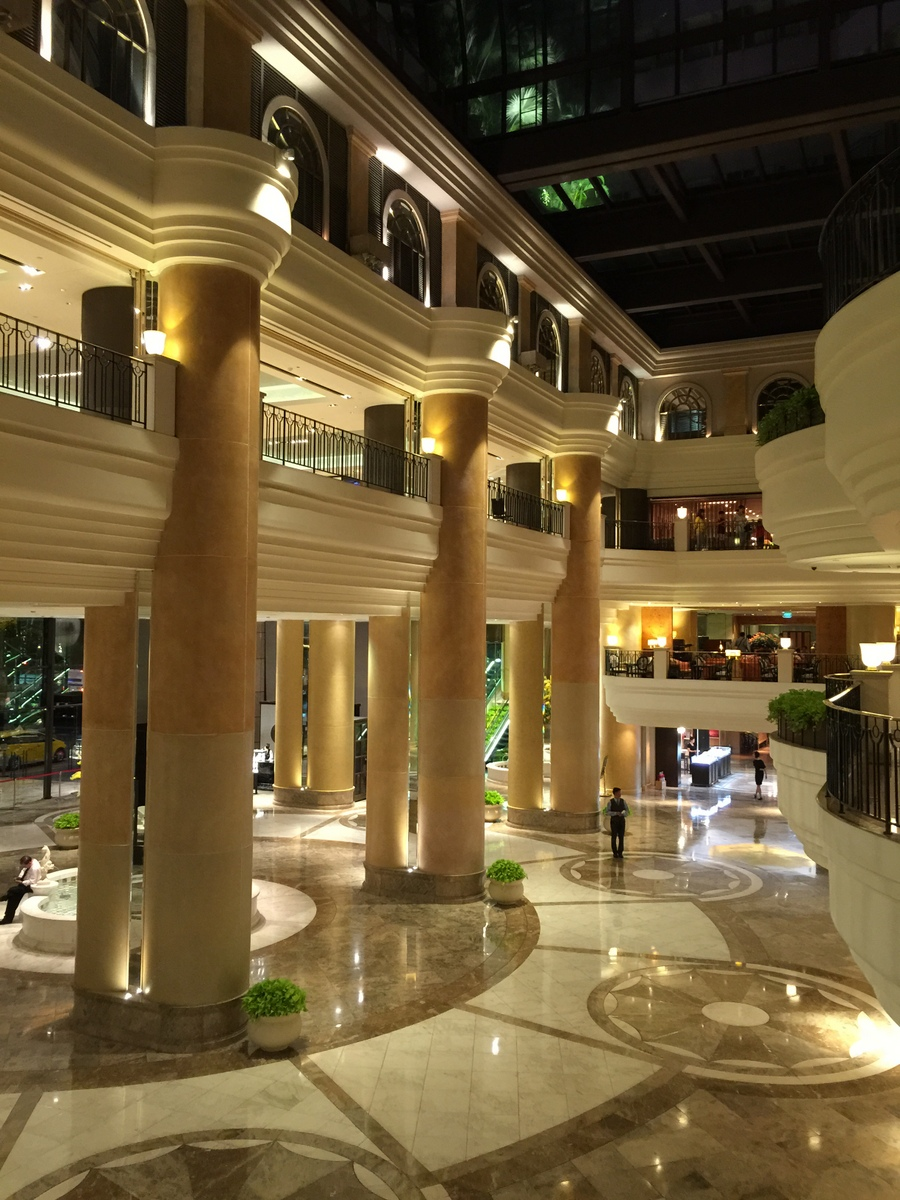
夜のロビー
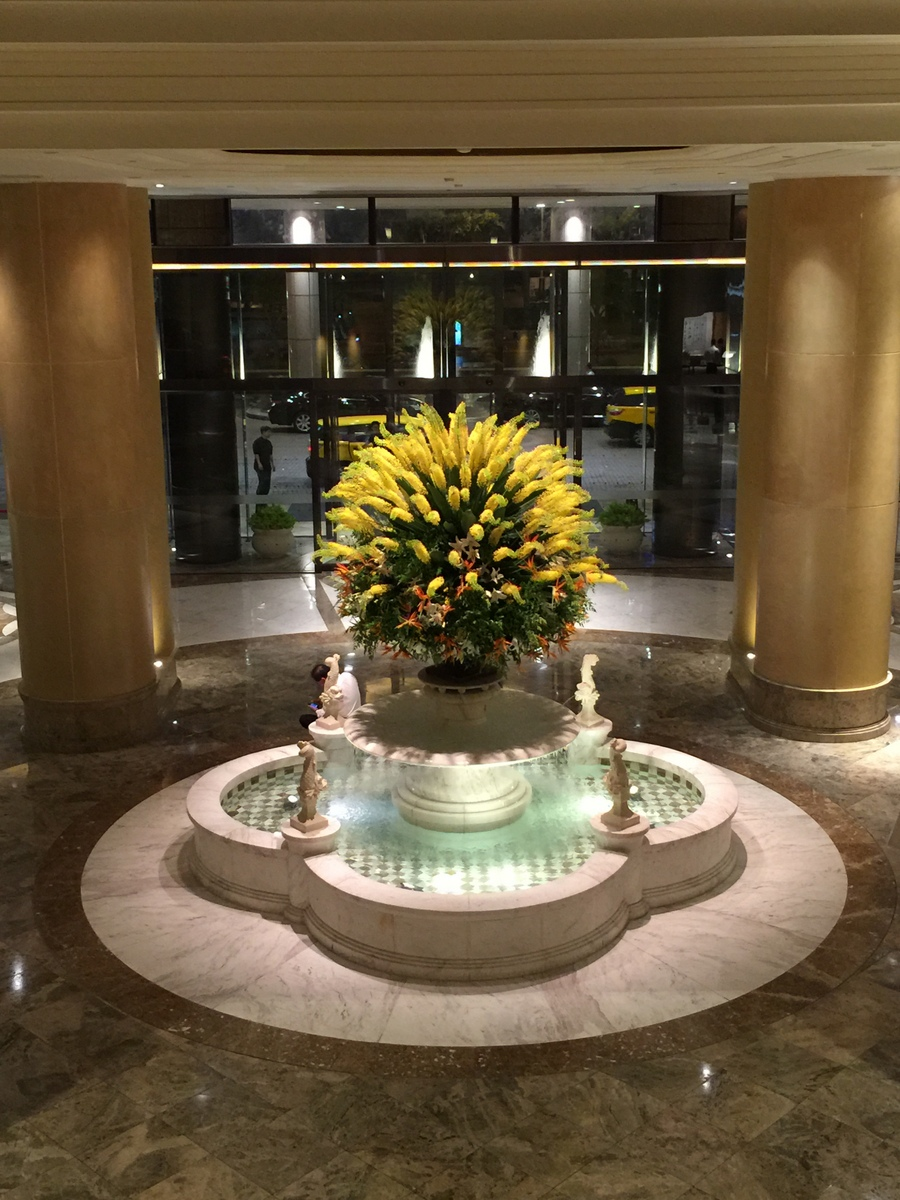
ロビーの花の装飾
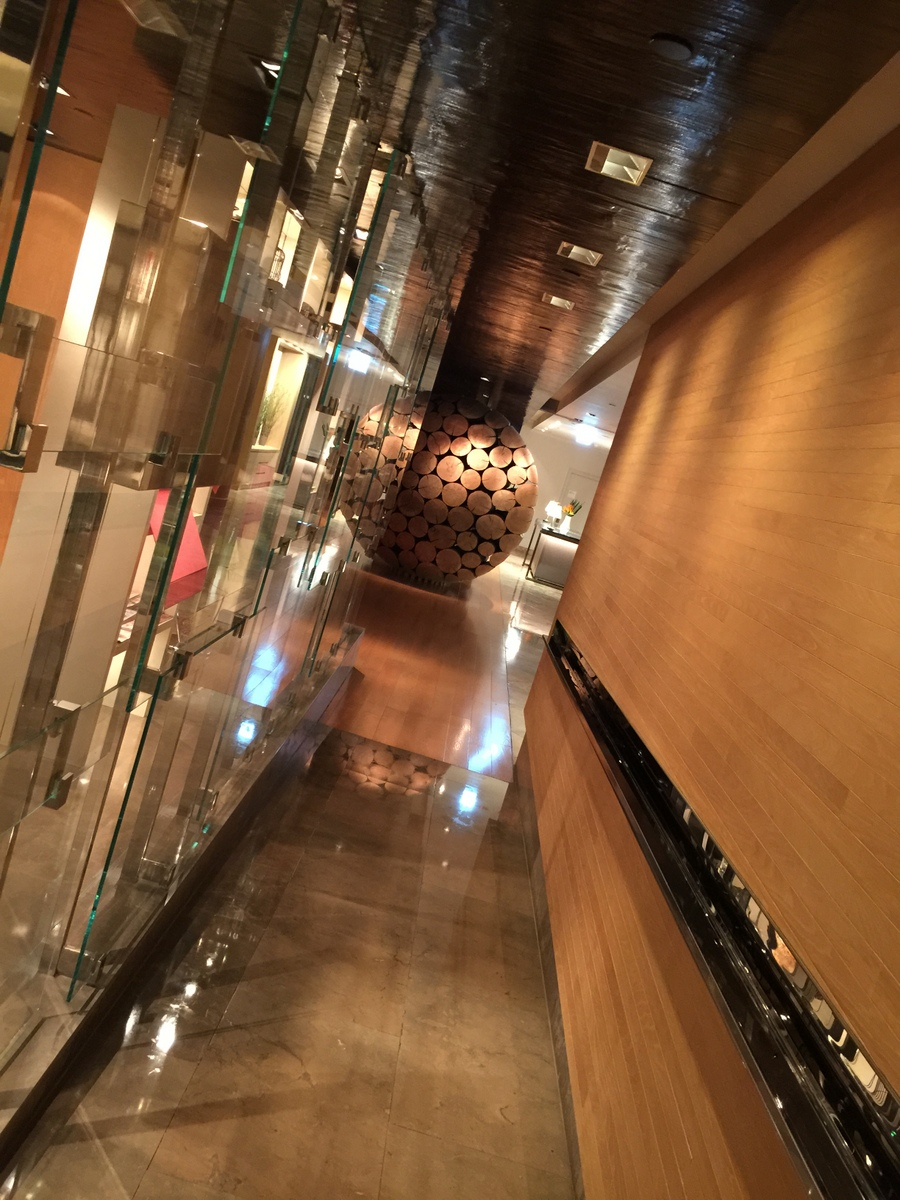
ロビーのアートワーク
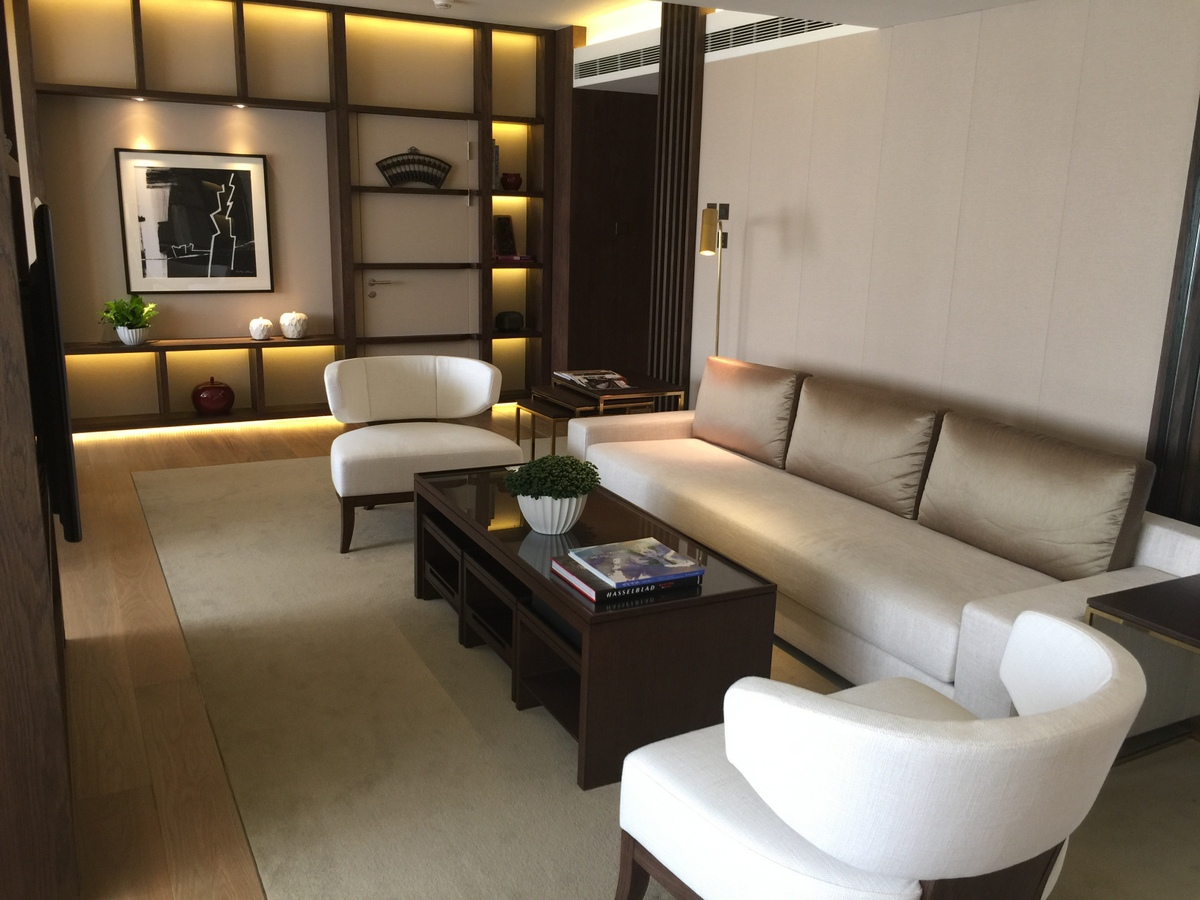
外交官スイート
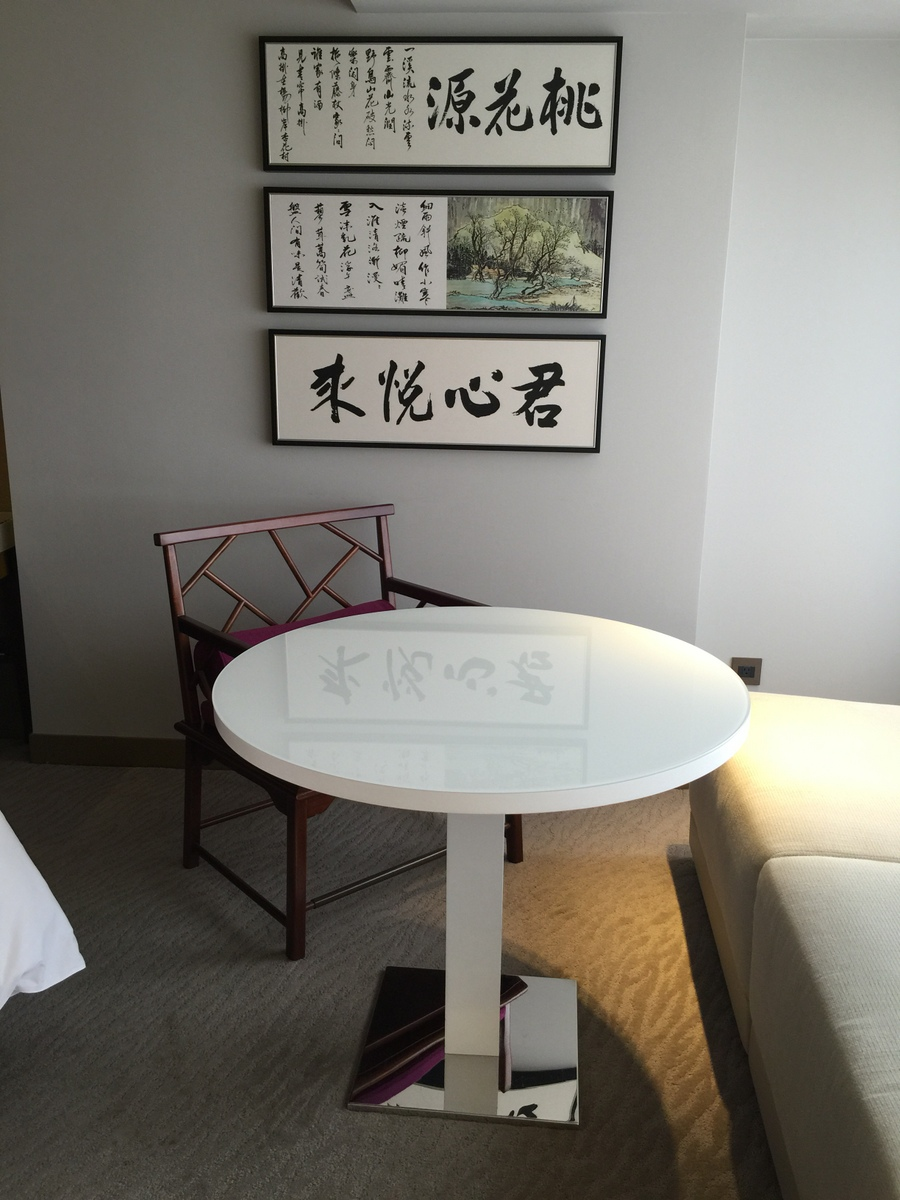
グランドルーム
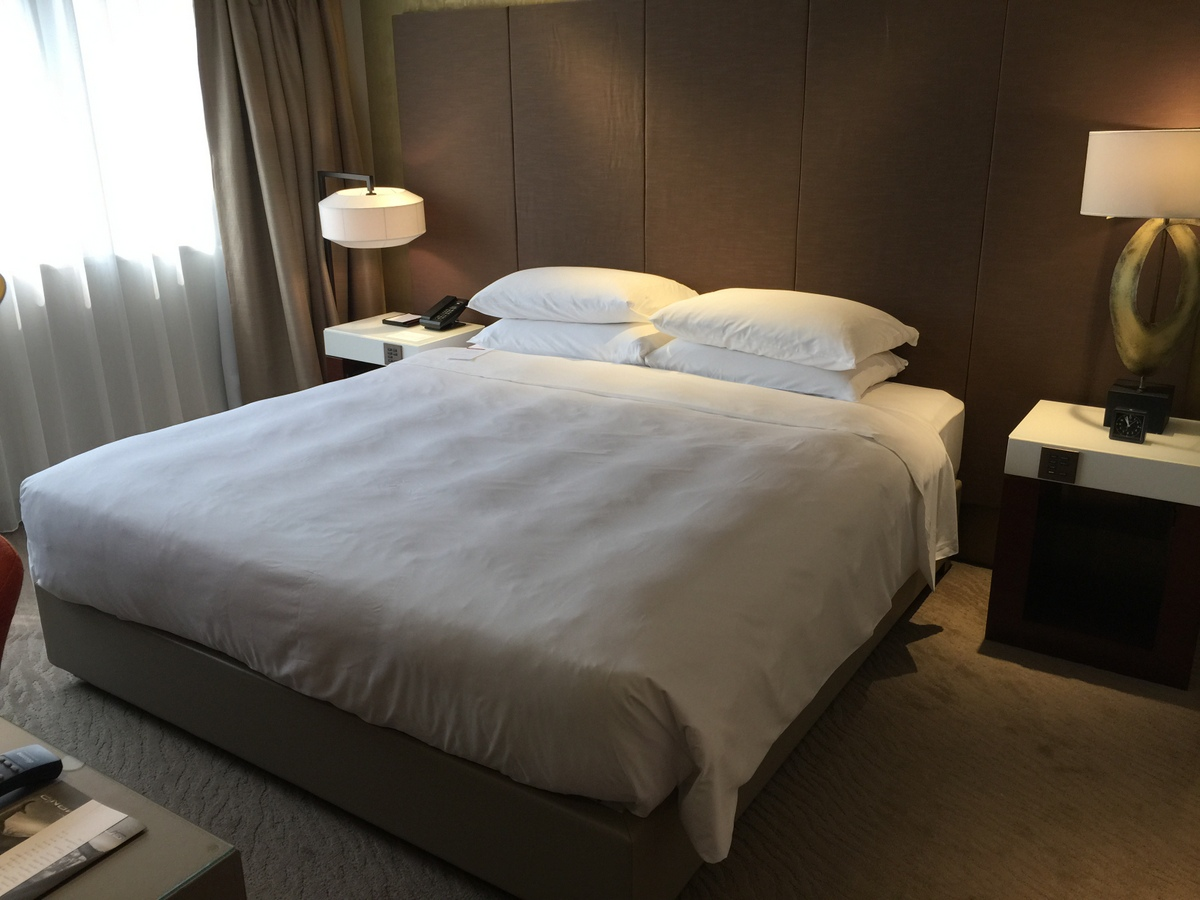
グランドデラックスルーム
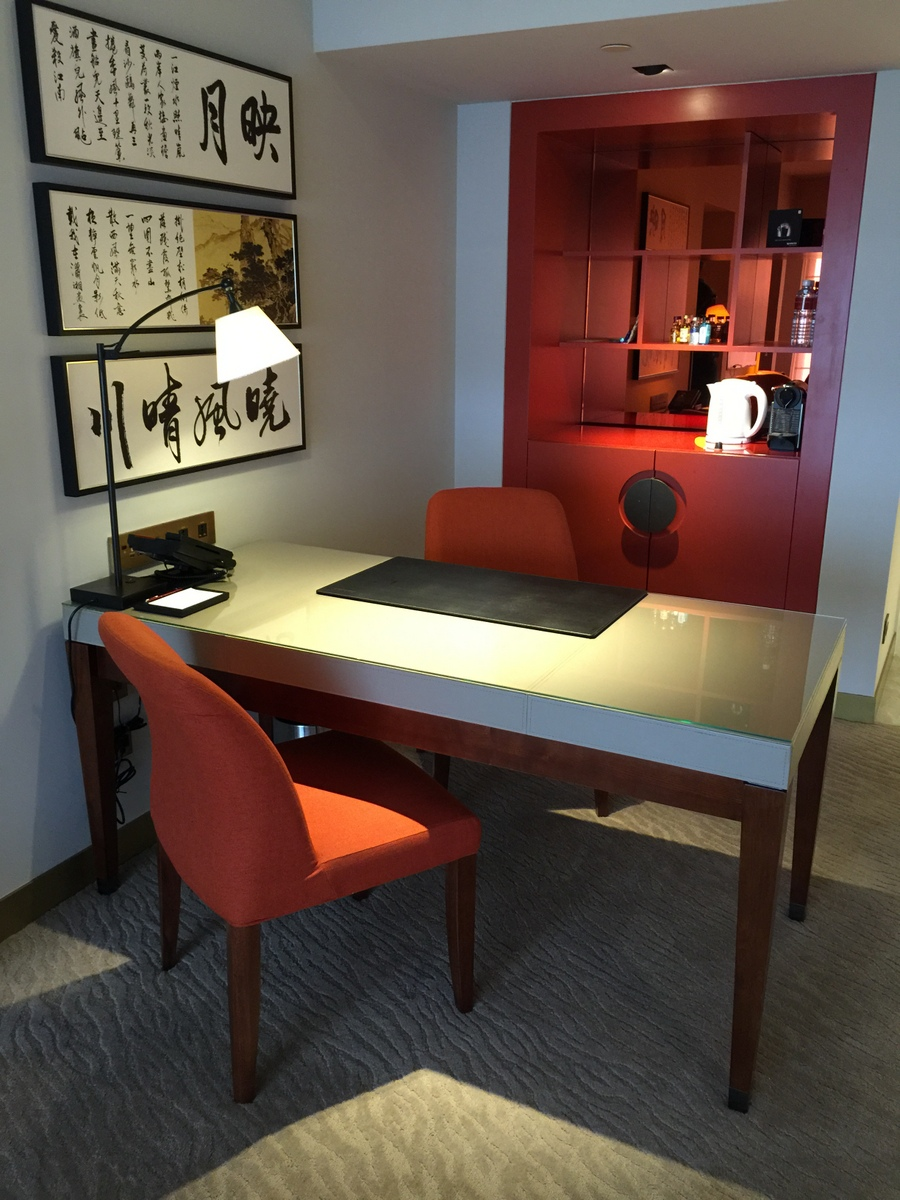
グランドスイート
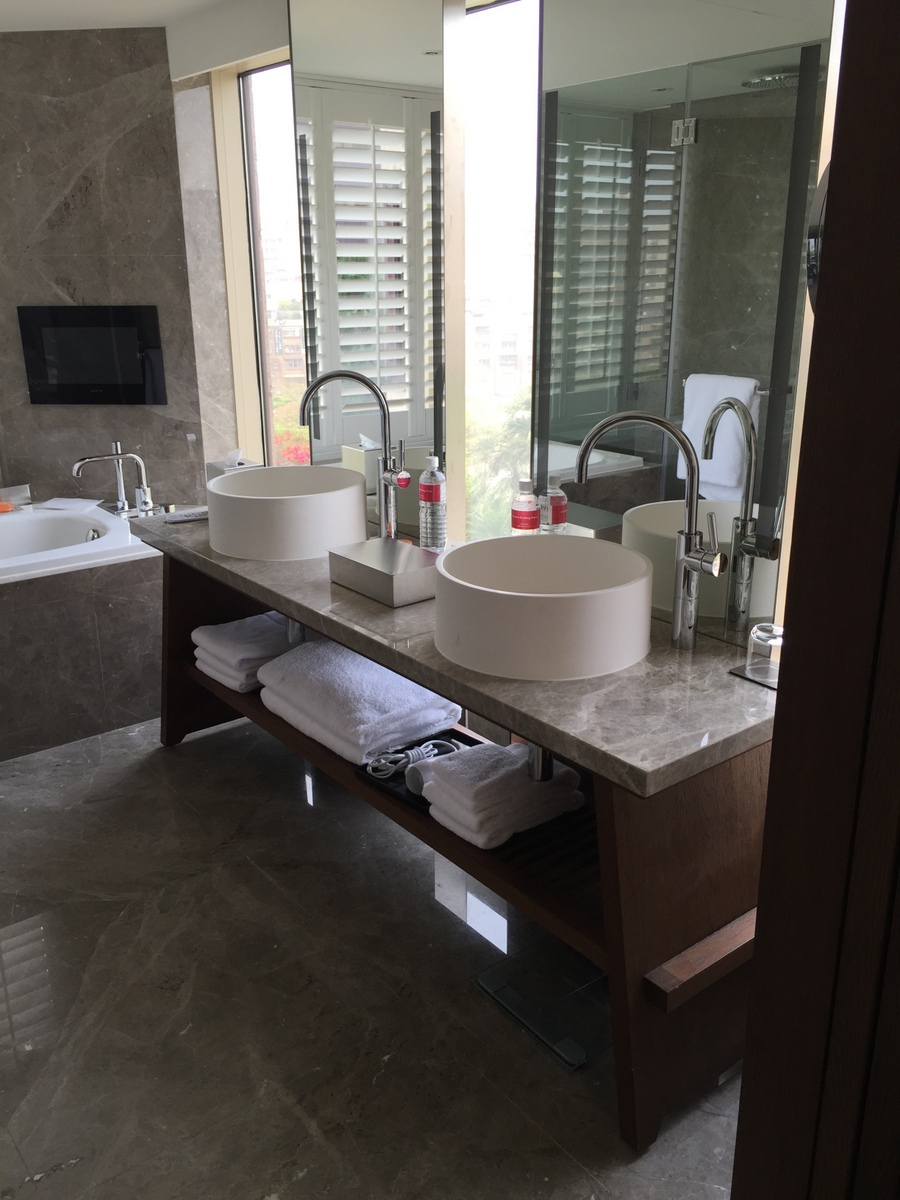
グランドエグゼクティブスイート